# Ainsuberreluz
Ainsuberreluz fue una unión de la provincia española de Guipúzcoa que aglutinaba las localidades de Alquiza, Anoeta y Hernialde.

## Historia
En 1742, se formó la unión de Ainsu, que aglutinaba las villas de Alquiza y Anoeta; aunque en un principio se firmó para un periodo de veinte años, luego se renovaría en junio de 1762, junio de 1781 y junio de 1805. En octubre de 1815, se agregó la villa de Hernialde a la unión, que cambió el nombre por el de «Ainsuberreluz» y que se ratificó por tiempo indeterminado. Aparece descrita en el Diccionario histórico-geográfico-descriptivo de los pueblos, valles, partidos, alcaldías y uniones de Guipúzcoa (1862) de Pablo de Gorosábel con las siguientes palabras:

AINSUBERRELUZ: union que se compone de las villas de Alquiza, Anoeta y Hernialde. Se formó para tiempo de veinte años entre solas las dos primeras con la denominación de Ainsu por escritura de 11 de diciembre de 1742; la cual fué renovada por las de 25 de junio de 1762, 13 de junio de 1781 y 3 de junio de 1805. El objeto que se propusieron en esta hermandad las dos villas contratantes fué el de elegir alternativamente su representante comun en las juntas de la provincia, para economizar el coste de sus dietas, la formacion de la compañía de tercios en casos de guerra, y el nombramiento del alcalde de sacas en su turno. A las expresadas dos villas se agregó la de Hernialde, con lo cual constituyeron una nueva union con el nombre que ahora tiene por escritura de 8 de octubre de 1815 sin tiempo determinado, que es el que en el dia rige. La union de Ainsuberreluz está encabezada con 30 fuegos, de los cuales corresopnden á Alzquiza 14: á Anoeta 8: á Hernialde los otros 8. Sus representantes en las juntas de la provincia ocupan el vigésimo segundo lugar á mano izquierda del corregidor.
(Gorosábel, 1862, pp. 5-6)